# Ethnische Waffe

Biohazard, Symbol für Gefahren durch biologische Erreger

Mit dem Ausdruck ethnische Waffe oder biogene Waffe bezeichnet man eine hypothetische Unterform biologischer Waffen, deren Wirksamkeit auf eine bestimmte Ethnie ausgerichtet sein soll. Derartige Waffen sollen durch genetische Unterschiede zwischen den Angehörigen verschiedener Ethnien ermöglicht werden.
Carina Dennis erklärte 2001, dass „die meisten Experten der Ansicht sind, dass die Aufregung über biotechnisch veränderte Waffen die Bedrohung überwiegen“ würde.

## Grundlagen
Zur Entwicklung von ethnischen Waffen müssten zunächst Allele existieren, die in einer Gruppe signifikant vorhanden sind und sich in einer anderen Gruppe nicht oder kaum finden lassen. Diese Gene müssten dann für die Entwicklung von Biowaffen nutzbar sein. In der Forschung wird bezweifelt, dass diese Bedingungen erfüllt sind. So erklärte die Molekularbiologin Kathryn Nixdorff laut Guardian, dass die Entwicklung von ethnischen Waffen aus verschiedenen Gründen unwahrscheinlich sei. „Es wurde in verschiedenen Berichten darauf hingewiesen, dass Rassen aus einer genetischen Perspektive nicht existieren; innerhalb einer Gruppe gibt es generell eine höhere genetische Variabilität als zwischen ethnischen Gruppen.“ Völker und Nationen verbindet in der überwiegenden Mehrheit der Fälle vor allem Sprache und Kultur und nicht die gemeinsame Herkunft.

## Geschichte
Bereits in den siebziger Jahren wurden ethnische Waffen diskutiert. In der Zeitschrift Military Review hatte Carl A. Larson über Einsatzmöglichkeiten ethnischer Waffen spekuliert. Die USA untersuchten die Einsetzbarkeit des San-Joaquin-Valley-Fiebers für diese Zwecke, da sich Afroamerikaner und Philippinos in der Regel anfälliger für den Erreger Coccidioides immitis zeigten als Amerikaner europäischer Abstammung.
Unter dem Decknamen Project Coast verfolgte die südafrikanische Apartheidsregierung ab 1983 die Aufrüstung mit chemischen und biologischen Waffen. Während zu Beginn lediglich Abwehrmaßnahmen gegen chemische und biologische Waffen entwickelt werden sollten, ging man später auch zu Forschungen an ethnischen Waffen über.
2007 verbot Präsident Putin die Ausfuhr von Biomaterialien aus Russland. Laut Kommersant war ein Bericht des FSB über die Entwicklung „genetischer biologischer Waffen“ durch den Westen der Grund dafür. Das Verbot wurde nach kurzer Zeit nur für gewisse Bereiche aufgehoben.
Meduza postulierte einen Zusammenhang vom Glauben an eine ethnische Waffe zu latentem Rassismus, dies auch aufgrund konkreter Analyse des Ursprungs von Publikationen innerhalb der Streitkräfte.